# Butești, Teleorman
Butești este un sat în comuna Siliștea din județul Teleorman, Muntenia, România. Se află în partea de vest a județului,  în Câmpia Găvanu-Burdea. La recensământul din 2002 avea o populație de 862 locuitori. Biserica ortodoxă de lemn cu hramul "Sf. Dumitru" a fost construită în 1797 și are statut de monument istoric (cod: TR-II-m-A-14307).